# Longré
Longré település Franciaországban, Charente megyében. Lakosainak száma 191 fő (2022. január 1.). Longré Brettes, Paizay-Naudouin-Embourie, Saint-Fraigne és Couture-d’Argenson községekkel határos.

## Népesség
A település népességének változása:
| Lakosok száma | 325  | 323  | 251  | 219  | 211  | 201  | 187  | 186  | 186  | 191  |
|               | 1968 | 1982 | 1990 | 2006 | 2013 | 2015 | 2017 | 2019 | 2020 | 2022 |